# Portnahaven Church

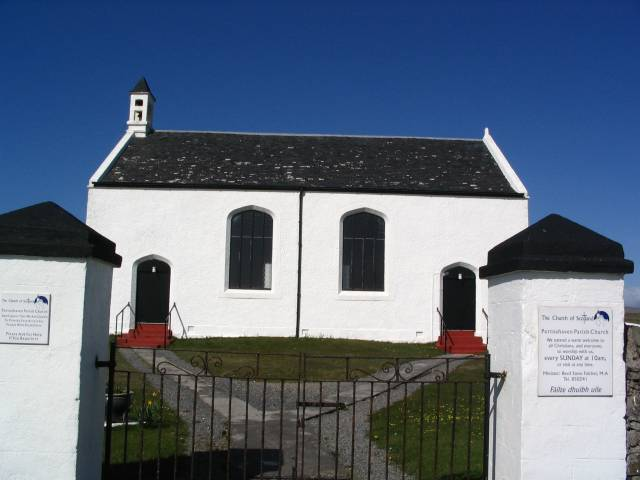
Portnahaven Church

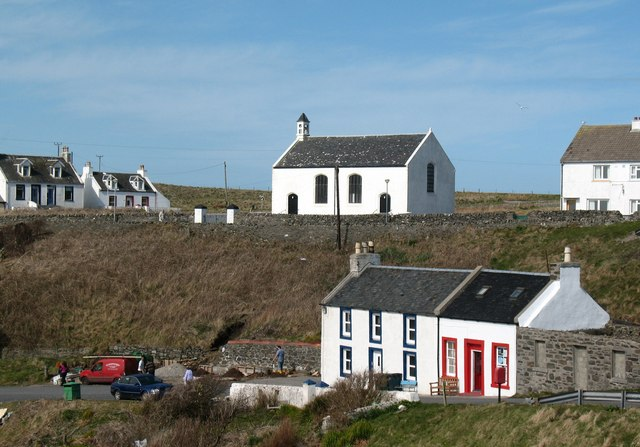
Einbettung in die Umgebung

Die Portnahaven Church ist ein Kirchengebäude der presbyterianischen Church of Scotland im schottischen Portnahaven auf der Hebrideninsel Islay. Es liegt am nördlichen Stadtrand nördlich der A847, die Portnahaven mit Bridgend verbindet. Am 20. Juli 1971 wurde die Portnahaven Church in die britischen Denkmallisten in der Kategorie B aufgenommen. Dem Geistlichen stand ein 300 m östlich gelegenes Pfarrhaus zur Verfügung, das ebenfalls denkmalgeschützt ist und heute als Wohnhaus genutzt wird.

## Geschichte
Die Portnahaven Church war nach der 1827 fertiggestellten Kilchoman Church die Nebenkirche im Parish Kilchoman. Sie wurde errichtet, um der Bevölkerung im Süden der Rhinns of Islay eine nahegelegene Kirche zu bieten. 1849 wurde der Parish Kilchoman aufgespalten und ein eigenständiger Parish Portnahaven mit der Portnahaven Church als Hauptkirche eingerichtet. 1962 wurde der Parish wieder mit Kilchoman und schließlich im Jahre 2006 auch mit Kilmeny zusammengelegt. In der Portnahaven Church werden noch regelmäßig Gottesdienste abgehalten.

## Beschreibung
Ebenso wie das zugehörige Pfarrhaus, wurde das Kirchengebäude von Thomas Telford um das Jahr 1828 geplant und gebaut. Es ist einfach gehalten und weist einen T-förmigen Grundriss auf. In die 16,1 m lange Frontseite sind symmetrisch je zwei Eingangstüren und Fenster eingelassen. Diese sind einfach gehalten und schließen mit gedrückten Spitzbögen ab. Am Westende sitzt ein kleiner Glockenturm, der mit einem Pyramidendach abschließt, auf dem schiefergedeckten Satteldach auf. Den östlichen Giebel ziert eine kleine Kreuzblume. Die Fassaden sind in der traditionellen Harling-Technik verputzt. Zierelemente, beispielsweise an den Gebäudekanten, bestehen aus rötlichem Sandstein. Der Innenraum ist mit Galerien ausgestattet und entspricht weitgehend dem Ursprungszustand. Die Kanzel ist im Südlichen Gebäudeteil positioniert.